# 李喬松
李喬松（1896年8月19日—1981年4月14日），台中縣貓羅堡人，台中地區農民運動、社會運動者與政治人物，中國共產黨黨員，台湾民主自治同盟副主委。二二八事件後加入中國共產黨在台成立臺中市工作委員會，1949年被迫逃亡上海，1954年後在上海市擔任中醫師，1978年全國政協第五屆委員會委員，1981年病逝 。

## 生平

### 初入政壇
李喬松，日治台中縣貓羅堡人，1896年生，受私塾教育，1908年後擔任過中藥店店員，製糖會社傭工。由於不滿日本差別待遇，1921年辭去工作與朋友籌設商號並開墾荒地，生活逐漸穩定，李喬松為人富正義感受鄉人信任，1922年被選為保正，並逐漸擔任地方公職，如台中州青果同業組合代議員、霧峰信用組合理事等。

### 農民運動
蘇聯革命後，社會主義思想透過日本傳播到了台灣，李喬松於1924年前後接觸馬克思後深受吸引，在保正辦公室掛起了馬克思、孫文的像，1925年更參加了台灣文化協會，受趙港啟發加入台灣農民組合，李喬松並獲選台灣農民組合大屯郡支部部長，自此，李喬松投入反日的農民運動鬥爭，反抗製糖會社對蔗農的剝削，多次受到日本警方逮捕，直到1931年台灣農民組合被瓦解，李喬松耗盡家產，總督府當局一方面打壓，一方面懷柔拉攏，李喬松始終不為所動。

### 反日思漢
1937年日本發動侵華戰爭，如同郭琇琮、許強、吳思漢、鍾浩東等知識分子出現反日思想，此時期李喬松由爭取農民權益的社會運動者轉變為支持反日民族運動家，宣傳反戰、反對台灣人攻打「祖國」，多次遭到日本特務當局逮捕及監視，1940年李喬松兒子李舜雨擔任國校教員勉強支撐家計，李喬松與舊時從事農民運動的楊逵、葉陶夫婦秘密從事反戰運動，1942年日本在台灣推行「皇民化運動」，李喬松堅決反對，李舜雨也因此失去教職，李喬松堅持宣傳反日，並讓李舜雨學北京話。1945年，美軍開始轟炸台灣，加強了李喬松反戰決心，與謝富等參加楊逵夫婦組織的「焦土會」，對青年學生進行反戰宣傳。

### 台共黨人
1945年台灣光復後，李喬松與楊逵、謝富、謝雪紅、楊克煌等人籌組「台灣人民協會」，李喬松被選為中央委員兼宣傳部長，1945年10月舉辦「台灣農民協會」成立大會，會中推選張行擔任委員長，顏石吉、李喬松等人為中央委員，李舜雨並協助《一陽周報》的油印工作。
由於光復後的接收與貪瀆情形，李喬松快速左傾，在楊逵處結識解放區返台的中共交通員辜金良，1946年夏天，李舜雨隨辜金良、吳思漢、王萬得夫婦一同前往上海住在李偉光領導的旅滬臺灣同鄉會，由李偉光指示返台從事地下工作，組織讀書會介紹共產主義。
1947年二二八事件爆發，3月1日，李喬松、謝富、楊克煌、謝雪紅等在台中戲院召開群眾大會，憤怒群眾在其帶領下包圍了縣市政府及警局，並繳交了槍枝，當晚成立武裝指揮部，由於沒有統一指揮，未能鞏固戰果，3月8日國民政府派兵自基隆登陸開始鎮壓，李喬松被迫躲避山林，李舜雨於此時加入共產黨，隨後李喬松、李舜雨隨謝雪紅、楊克煌撤離台灣前往上海李偉光處。

### 發展省工委
1947年底，李喬松、李舜雨潛回台灣協助省工委中部地區負責人洪幼樵發展台中地區組織，李舜雨考量父親安全，由李舜雨負責出面協調，李喬松則扮成中醫師躲在鄉間，1948年9月與謝富及中共派遣的張伯哲等成立中國共產黨臺中市工作委員會，透過昔日社運夥伴發展組織，霧峰支部由洪麟兒負責，南投支部由江朝澤負責，在南投竹山、大屯地區建立多個支部。
陳明忠回憶當時在陳福添家中入黨，由李舜雨 帶著呂從周、謝桂芳還有陳明忠宣誓，由李舜雨領導，1948年由於李舜雨身分暴露遭到通緝被迫逃往香港進入山東解放區，李喬松亦於1949年4月撤往上海，隨著1949年5月上海解放，處境轉危為安。

### 加入台盟
1949年7月旅滬臺灣同鄉會多數成員進入上海市委黨校學習，不久加入台灣民主自治同盟華東總支部，李喬松擔任總支部秘書，1954年中共華東局、華東軍政委員會撤銷，台盟華東總支部改為台盟上海市支部，由於李喬松自1930年代即研讀中醫醫書，頗受好評，1954年調任上海市公費醫療門診所副所長，1958年任上海第二醫院專任醫師。
文革爆發時李喬松與謝雪紅等遭到批鬥，1976年獲得平反，1978年2月李喬松獲選為全國政協第五屆委員會委員及臺盟上海市支部副主任委員，1981年病逝於上海。

## 家人
女兒：李碧霞為女性受難當事人，因父親李喬松、兄長李舜雨加入共產黨，且相繼於1948 年潛赴大陸，她的丈夫陳火城亦同行，使得她必須獨力養育年幼的孩子。俟後，李碧霞將子女養大成人，1980年代後期透過友人聯繫上兄長李舜雨，然而丈夫陳火城當時已在大陸再娶，並在上海市府任職。
兒子：李舜雨，與李喬松皆潛赴中國，並活躍於台盟。

## 台灣促進轉型正義之平反
2018年10月5日，促進轉型正義委員會促轉三字第1075300110B號函文，正式撤銷受難者林慶雲君等1270人之刑事有罪判決暨其刑，其中(40)安潔字第 4337 號，有關李喬松參加叛亂之組織之有罪判決暨其刑之宣告正式撤銷。